# Grupo ortogonal
En matemática, el grupo ortogonal de grado n sobre un cuerpo {\displaystyle \scriptstyle \mathbb {F} }, designado como {\displaystyle \scriptstyle {\text{O}}(n,\mathbb {F} )}, es el grupo de matrices ortogonales n por n con las entradas en {\displaystyle \scriptstyle \mathbb {F} }, con la operación de grupo dada por la multiplicación de matrices. Este es un subgrupo del grupo general lineal {\displaystyle \scriptstyle {\text{GL}}(n,\mathbb {F} )}.
Cada matriz ortogonal tiene determinante 1 o -1. Las matrices n por n ortogonales con determinante 1 forman un subgrupo normal de {\displaystyle \scriptstyle {\text{O}}(n,\mathbb {F} )} conocido como el grupo ortogonal especial {\displaystyle \scriptstyle {\text{SO}}(n,\mathbb {F} )}, también conocido como grupo de rotaciones. Si la característica de {\displaystyle \scriptstyle \mathbb {F} } es 2, entonces {\displaystyle \scriptstyle {\text{O}}(n,\mathbb {F} )} y {\displaystyle \scriptstyle {\text{SO}}(n,\mathbb {F} )} coinciden; en caso contrario el índice de {\displaystyle \scriptstyle {\text{SO}}(n,\mathbb {F} )} en {\displaystyle \scriptstyle {\text{O}}(n,\mathbb {F} )} es 2.
{\displaystyle \scriptstyle {\text{O}}(n,\mathbb {F} )} y {\displaystyle \scriptstyle {\text{SO}}(n,\mathbb {F} )} son grupos algebraicos, porque la condición que una matriz sea ortogonal, es decir que su propia transpuesta sea su inversa, se puede expresar como un conjunto de ecuaciones polinómicas en las entradas de la matriz.

## Los grupos O(n) y SO(n) reales
Cuando el cuerpo matemático sobre el que se construye el grupo ortonormal es el cuerpo {\displaystyle \scriptstyle \mathbb {R} } de los números reales, el grupo ortogonal {\displaystyle \scriptstyle \mathrm {O} (n,\mathbb {R} )} y el grupo ortogonal especial {\displaystyle \scriptstyle \mathrm {SO} (n,\mathbb {R} )\ \subset \ \mathrm {O} (n,\mathbb {R} )} a menudo es denotado simplemente por {\displaystyle \scriptstyle \mathrm {O} (n)} y {\displaystyle \scriptstyle \mathrm {SO} (n)} si no hay confusión posible. En ese caso los grupos {\displaystyle \scriptstyle \mathrm {O} (n)} y {\displaystyle \scriptstyle \mathrm {SO} (n)} son grupos de Lie reales, compactos y de dimensión n (n -1)/2. Además topológicamente {\displaystyle \scriptstyle \mathrm {O} (n)} tiene dos componentes conexas, siendo {\displaystyle \scriptstyle \mathrm {SO} (n)} una de estas dos componentes conexas, a saber, la componente que contiene la matriz identidad.
Los grupos ortogonales especiales reales y ortogonales reales tienen interpretaciones geométricas simples. O(n, R) es isomorfo al grupo de isometrías de Rn que dejan el origen fijo. SO(n, R) es isomorfo al grupo de rotaciones de Rn que deja el origen fijo.
SO(2, R) es isomorfo (como grupo de Lie) al círculo S¹, consistiendo en todos los números complejos de valor absoluto 1, con la multiplicación de números complejos como operación de grupo. Este isomorfismo envía el número complejo exp(φi) = cos(φ) + isen(φ) a la matriz ortogonal:

{\displaystyle {\begin{bmatrix}\cos(\phi )&-\operatorname {sen}(\phi )\\\operatorname {sen}(\phi )&\cos(\phi )\end{bmatrix}}\quad \mapsto \quad e^{i\phi }}

El grupo SO(3, R), entendido como el conjunto de rotaciones del espacio de 3 dimensiones, es de gran importancia en las ciencias y la ingeniería. Para una descripción detallada, véase grupo de rotación.
En términos de topología algebraica, para n > 2 el grupo fundamental de SO(n, R') es cíclico de orden 2, y el grupo espinorial Spin(n) es su cubrimiento universal. Para n = 2 el grupo fundamental es cíclico infinito y el cubrimiento universal corresponde a la recta real.
El álgebra de Lie asociada a los grupos de Lie O(n, R) y SO(n, R) consiste en las matrices anti-simétricas reales n por n, con el corchete de Lie dado por el conmutador. Esta álgebra de Lie es denotada a menudo por el o(n, R) o por el so(n, R).

### Propiedades
- Los [grupos de Lie] {\displaystyle {\mbox{SO}}(n,\mathbb {R} )} y {\displaystyle {\mbox{O}}(n,\mathbb {R} )} tienen dimensión {\displaystyle n(n-1)/2}.
- El grupo {\displaystyle {\mbox{O}}(n)\,} no es conexo.
- El grupo {\displaystyle {\mbox{SO}}(2)\,} es conexo, aunque no es simplemente conexo. Para n > 2 {\displaystyle {\mbox{SO}}(n)\,} tiene grupo fundamental cíclico de orden 2.

## Los grupos O(n,C) y SO(n,C) complejos
Sobre el cuerpo C de los números complejos, O(n, C) y SO(n, C) son grupos de Lie complejos de dimensión n (n -1)/2 sobre C (que significa que la dimensión sobre R es dos veces esa). O(n, C) tiene dos componentes conexas, y SO(n, C) es la componente conexa que contiene la matriz identidad. Para n ≥ 2 estos grupos son no compactos.
Exactamente como en el caso real SO(n, C) no es simplemente conexo. Para n > 2 el grupo fundamental de SO(n, C) es cíclico de orden 2 mientras que el grupo fundamental de SO(2, C) es cíclico infinito.
El álgebra de Lie compleja asociada a O(n, C) y SO(n, C) consiste en las matrices anti-simétricas complejas n por n, con el corchete de Lie dado por el conmutador.

## Asuntos relacionados
- grupo de rotación, SO(3, R)
- grupo ortogonal generalizado
- grupo unitario
- grupo simpléctico

- Datos: Q1783179